# Megaselia marekdurskii
Megaselia marekdurskii är en tvåvingeart som beskrevs av Ronald Henry Lambert Disney 1998. Megaselia marekdurskii ingår i släktet Megaselia och familjen puckelflugor. Inga underarter finns listade i Catalogue of Life.